# Martha Candelaria Reyes Becerril
Martha Candelaria Reyes Becerril (Tepic, 30 de abril de 1978) es una docente, científica y divulgadora mexicana.
Su trabajo de investigación se desarrolla en el área de fitoquímica aplicada a la salud animal y la evaluación de inmunoestimulantes en la salud. Es divulgadora de la ciencia con audiencia principalmente a la población infantil.

## Biografía
La científica estudió ingeniería zootecnista en la Universidad Autónoma de Baja California Sur. Posteriormente realizó una maestría en ciencias en nutrición animal por la Universidad Nacional Autónoma de México y continuó con un doctorado en uso, manejo y preservación de los recursos naturales por el Centro de Investigaciones Biológicas del Noroeste (CIBNOR). Más tarde realizó un postdoctorado mixto CONAHCYT, realizado en la Universidad de Murcia, en España y la Universidad de Ciencias Marinas de Tokio.

## Divulgación científica
Ha realizado entrevistas en medios de comunicación para la difusión de la divulgación científica incluyendo diversos temas orientados particularmente a la población infantil. Mientras que su iniciativa y coordinación dentro del Programa de Acercamiento de la Ciencia a la Educación (PACE) ha permitido incentivar la enseñanza desde el nivel preescolar hasta superior, con actividades como talleres, publicación de material digital, artículos y libros de divulgación, así como la organización de ferias científicas.
Ha participado como editora de publicaciones dirigidas a niños, incluyendo la divulgación de mujeres científicas mexicanas.

## Publicaciones
Algunas de sus publicaciones incluyen:
- Martha Reyes-Becerril*, Minerva Maldonado García, Mercedes Lopez-Perez, Octavio calvo, Sean Díaz. Cyrtocarpa edulis fruit and its immunostimulant effect on Almaco Jack Seriola rivoliana: In vitro, in vivo and ex vivo studies. Veterinary Research Communications 2024.
- Martha Reyes-Becerril*, Minerva Maldonado, SornkanokVimolmangkang, Carlos Angulo. In vivo and ex vivo studies support the immunostimulant and immunoprotective effect of Damiana (Turnera diffusa Willd) in Almaco Jack (Seriola rivoliana). Fish and shellfish immunology 2024, 146:109369.
- Martha Reyes-Becerril*, Tania Zenteno-Savin. Bisphenol A induces reactive oxygen species production and apoptosis-related gene expression in Pacific red snapper Lutjanus peru leukocytes. Marine Biotechnology 2024.
- Lenin Rodolfo Díaz Corona, María Esther Macías Rodríguez, Lina Marisol Arellano Pérez, Armando Romero Yerena, Alma H. Martínez Preciado, Martha Reyes-Becerril*. Immunostimulant effects of diet supplementation with yellow (Pouteria campechiana), white (Casimiroa edulis) and black (Diospyros digyna) sapote nanocapsules on laying hens: in vitro and in vivo study. Tropical Animal Health and Production (2023) 55:360.
- Jorge Manuel Silva‑Jara, Carlos Angulo, Carlos Velázquez‑Carriles, Alma H. Martínez‑Preciado, Martha Reyes‑Becerril* Development, characterization, and immunomodulation performance of spray‑dried Moringa oleifera seed extract in Longfin yellowtail Seriola rivoliana. Veterinary Research Communications. (2023) 47(4):2041-2053.

## Premios y reconocimientos
Premio Ciencia, vida y mujer de CIBNOR 2021, categoría "Vinculación y Divulgación"